# خازپری
خازپری روستایی در دهستان جون‌آباد بخش لادیز شهرستان میرجاوه استان سیستان و بلوچستان ایران است و در ۳۰ کلیومتری دوراهی جون آباد جاده زاهدان خاش قراردارد. شغل مردم ان دامداری وچادرهای سیاه دارنداست وبزرگ طایفه آنها کبیر می‌باشد و مردم خازپری از طایفه شیرخانزهی می‌باشند واین روستا دارای دو مسجد است مولوی یحیی و مولوی حمزه درانجاامامت می‌کنند و چشمه و باغ و مکان‌های تفریحی و گردشگری زیادی دارد.

## جمعیت
بر پایه سرشماری عمومی نفوس و مسکن در سال ۱۳۹۵ جمعیت این روستا ۳۲۵ نفر (۶۹خانوار) بوده‌است.